# FHM

Logo magazynu FHM

FHM – magazyn lifestylowy dla mężczyzn wydawany w kilku krajach. Zawiera on listę „FHM 100 Najseksowniejszych Kobiet Świata”, w której znajdują się modelki, aktorki, muzycy, prezenterki telewizyjne i gwiazdy reality show.
Ogólny ton magazynu jest humorystyczny, wyróżnia się na tle konkurencyjnych magazynów koncepcją opartą na humorze i szaleństwie.